# Dipaenae squamicornis
Dipaenae squamicornis är en fjärilsart som beskrevs av Felder 1874. Dipaenae squamicornis ingår i släktet Dipaenae och familjen björnspinnare. Inga underarter finns listade i Catalogue of Life.